# Leucania ciliata
Leucania ciliata är en fjärilsart som beskrevs av Walker. Leucania ciliata ingår i släktet Leucania och familjen nattflyn. Inga underarter finns listade i Catalogue of Life.